# 캐릭터 클래스 (던전 & 드래곤)
캐릭터 클래스는 "던전 & 드래곤" 롤플레잉 게임에서 캐릭터의 정체성과 특성의 기본적인 부분이다. 캐릭터의 능력, 강점, 약점은 주로 클래스에 따라 결정된다. 클래스 선택은 플레이어가 던전 & 드래곤 플레이어 캐릭터를 만들기 위해 취하는 첫 번째 단계 중 하나이다. 캐릭터의 클래스는 캐릭터의 사용 가능한 기술과 능력에 영향을 준다. 균형 잡힌 캐릭터 파티에는 게임 내에서 발견되는 클래스가 제공하는 다양한 능력이 필요하다.
던전 & 드래곤은 롤플레잉에 캐릭터 클래스의 사용을 도입한 최초의 게임이었다. 다른 많은 전통적인 롤플레잉 게임과 대규모 다중 사용자 온라인 롤플레잉 게임도 그 뒤로 이 개념을 채택했다. 던전 & 드래곤 클래스는 일반적으로 세 가지 핵심 규칙 중 하나인 "플레이어의 편람"에 정의되어 있다. 다양한 대체 클래스가 추가 원서에도 정의되어 있다.

## 유형별 클래스

### 주요 기본 클래스
다음 클래스는 여러 출판된 판본의 핵심서에 캐릭터 클래스로 나타난다:
- 드루이드
- 레인저
- 로그
- 몽크
- 바드
- 바바리안
- 소서러
- 워록
- 위저드
- 클레릭
- 파이터
- 팔라딘

### 대체 기본 클래스
사용 가능한 주요 캐릭터 클래스는 진화한 던전 & 드래곤 1판 이후로 상당히 일관되게 유지되었지만 다양한 대체 기본 클래스는 보충서에서 제공되었다. 예를 들어 1985년 "발굴된 아르카나"가 출시되면서 바바리안의 기본 클래스가 도입되고 팔라딘이 새로운 기본 클래스 "캐벌리어"의 한 유형으로 재작업되었다. "동양 어드벤처"는 또한 동양 환경에 더 적합한 여러 대체 클래스를 도입했다. 제2판에는 완전히 새로운 몇 가지 기본 클래스 (예: 룬캐스터와 샤먼)가 추가되었다. 또한 보충 편람은 각 기본 클래스를 사용자 정의할 수 있는 다양한 "키트"를 제공했으며, "던전 마스터의 안내서"는 새로운 캐릭터 클래스를 생성하기 위한 규칙을 제공했다. 3판에서는 "던전 마스터의 안내서"에서 논플레이어 캐릭터 생성에 쓸 5가지 클래스를 소개했다.
비핵심 기본 클래스는 선택 사항으로 간주되며 모든 설정에 항상 존재하는 것은 아니다. 예를 들어, "동양 어드벤처" 책에 소개된 사무라이 클래스는 표준 유럽 스타일 영역에서 설정된 게임에서 의미가 없을 수 있다. 비슷하게, 초능력 전사와 같이 초능력과 관련된 클래스는 초능력이 없는 세계에 적용되지 않는다.

### 다중클래스
던전 & 드래곤의 대부분의 판본은 동시에 둘 이상의 클래스로 진급하거나, 하나 이상의 클래스에서 교대로 레벨을 가져오거나, 첫 번째 클래스에서 정의한 특정 지점에서 두 번째 (또는 그 이상) 클래스로 분기할 수 있는, 일반적으로 다중클래스라고 부르는 가능성을 허용했다.:82-84
제1판, 제2판에서는 캐릭터의 클래스 변경이 어렵다. 인간으로 플레이하는 사람만이 할 수 있으며, 그러기 위해서는 매우 높은 스탯이 필요하다. 이를 "듀얼클래스"라고 한다. 반면에 인간이 아닌 사람들은 "다중클래스"할 수 있다. 여기서 그들은 더 느린 캐릭터 레벨 진행을 희생시키면서 동시에 2개 (또는 드물게는 3개) 클래스를 효과적으로 배울 수 있다.:82-84
제3판에서는 플레이어가 여러 클래스의 레벨을 혼합하고 일치시킬 수 있지만 특정 조합이 다른 조합보다 더 효과적이다. 또한 명예 클래스는 다중클래스를 위한 더 많은 옵션을 추가한다.:82-84 이 판본은 다중클래스와 관련하여 가장 자유로운 기능을 제공한다. 단, 임의로 클래스를 추가하면 획득 경험치 비율에 페널티가 있다. 발굴된 아르카나 제3판에는 두 클래스의 장점을 결합한 게슈탈트 캐릭터에 대한 규칙이 포함되어 있다.
제4판에서는 캐릭터가 다른 클래스의 특정 측면에 대한 접근 권한을 부여하는 재주를 얻을 수 있다. 클래스별 다중클래스 재주는 또한 파워 스왑 재주를 위한 전제 조건이며, 각 재주는 캐릭터가 첫 번째 클래스의 일일, 조우 또는 유틸리티 파워를 두 번째 클래스의 능력으로 교체할 수 있도록 한다. 또한 레벨 11에서 다중클래스 재주와 모든 파워-스왑 재주가 있는 캐릭터는 모범 다중클래스에 적격하며, 이를 통해 귀감의 길을 고르는 대신 두 번째 클래스에서 추가 능력을 얻을 수 있다. 일부 클래스는 다중클래스를 통해서만 쓸 수 있다. 이러한 첫 번째 클래스는 포가튼 렐름 플레이어의 안내서에 소개된 스펠스카드이다. 4판에서 각 캐릭터는 기본 클래스 (예: 음유시인)에서 달리 명시하지 않는 한 단일 클래스로만 다중클래스할 수 있다. 플레이어의 편람 III은 "하이브리드" 클래스를 도입했는데, 이는 두 클래스의 요소가 각 레벨에 결합되는 더 깊은 형태의 다중클래스이다.
제5판에서 다중클래스는 고르기 전에 최소 능력치가 필요하다. 그러나 요구 사항은 이전 판본만큼 가파르지 않다. 핵심 클래스는 몽크, 팔라딘과 레인전 (두 통계에서 13이 필요)를 제외하고 특정 필수 점수에서 13 이상의 능력치만 필요하다.

## 판본별 클래스

### 원본 던전 & 드래곤
원본 던전 & 드래곤 박스 세트에는 클레릭, 파이팅 맨과 매직유저의 세 가지 주요 클래스만 있었다. 첫 번째 보충서인 그레이호크는 시프를 네 번째 메인 클래스로 추가하고 팔라딘을 파이팅 맨 하위클래스로 추가했다. 이 4가지 판타지 게임 유형은 플레이에서 4가지 주요 전술적 역할을 나타낸다. 파이터는 직접적인 전투 강도와 내구성을 제공한다. 시프는 교활함과 은밀함을 제공한다. 클레릭은 전투와 마법 모두에서 지원을 제공한다. 그리고 매직유저는 다양한 마법의 힘을 가지고 있다. 여러 면에서 다른 클래스는 이러한 기능을 개선하거나 결합하는 대안으로 생각된다. 드워프와 하플링은 파이팅 맨 클래스로 제한되었고 엘프는 파이팅 맨과 매직유저 클래스로 제한되었다. 3개의 비인간 종족은 모두 제한된 수준의 발전을 가지고 있었다.

### 진화한 던전 & 드래곤 제1판
| 플레이어의 편람 클래스 | 플레이어의 편람 클래스 |
| 기본 클래스            | 하위클래스             |
| ---------------------- | ---------------------- |
| 바드                   | 없음                   |
| 클레릭                 | 드루이드               |
| 몽크                   | 없음                   |
| 시프                   | 어새신                 |
| 파이터                 | 팔라딘, 레인저         |
| 매직유저               | 일루저니스트           |

진화한 던전 & 드래곤은 종족과 클래스 조합에 대한 제한을 완화했지만, 비인간 종족은 종종 클래스 선택과 클래스에서 도달할 수 있는 최대 레벨에 제한이 있었다. "전략적 검토" 잡지의 부록 및 기사에 처음 등장한 추가 클래스가 기본 클래스로 포함되었다. 플레이어의 편람은 또한 바드를 여섯 번째 기본 클래스로 소개했다. 그러나 제1판에서의 사용법은 시작 캐릭터에 대한 합법적 선택이 아니었기 때문에 이후 판에서 명예 클래스라고 불리는 것과 더 유사했다. 대신에, 캐릭터는 파이터로 시작하여 시프로 클래스를 변경하고, 마지막으로 한 번 더 클래스를 변경하여 바드가 되어야 했다.
캐릭터의 능력치는 어떤 클래스 선택이 합법적인지와 직접적으로 연결된다. 예를 들어, 파이터가 되고자 하는 캐릭터는 최소 9의 힘이 필요하다. 더 분별력 있는 몽크는 15의 힘, 15의 지혜, 15의 솜씨, 11의 체질을 요구했다. 비정상적으로 높거나 낮은 능력치는 클래스 선택을 더 어렵게 만들 수 있다. "너무 높은" 지능은 파이터가 되는 것을 금지할 수 있는 반면, 카리스마가 5 이하이면 캐릭터가 어새신이 되어야 한다. 해당 클래스와 관련이 있는 것으로 간주되는 통계의 높은 능력치는 경험치 보너스를 부여한다.
플레이어의 편람은 게임과 캐릭터 클래스에 다른 변화를 가져왔다. 파이터, 클레릭, 시프는 이전 버전에 비해 명중률이 향상되었다. 캐릭터의 힘 점수가 명중 확률, 피해량, 허용 무게, 문 열림 굴림에 미치는 영향이 바뀌었다. 높은 지능은 철자 지식과 언어 학습 능력 모두에 대한 증가된 기회를 부여했다. 높은 지혜 점수는 이제 클레릭에게 주문 보너스를 제공하고 낮은 지혜는 주문 실패의 기회를 제공한다. 새로운 차트는 체질, 솜씨와 매력의 효과를 묘사했다. 5개의 주요 캐릭터 클래스와 5개의 하위클래스 각각에는 고유한 경험표가 있다. 대부분의 클래스에서 이제 3레벨 또는 4레벨 이상으로 진급하기가 더 어려웠다. 다중클래스 캐릭터도 도입되었다.
"발굴된 아르카나"는 캐벌리어, 바바리안과 시프-아크로뱃 클래스를 추가했다.

### 던전 & 드래곤 기본 세트
| 던전 & 드래곤 기본 세트 클래스 | 던전 & 드래곤 기본 세트 클래스  |
| ------------------------------ | ------------------------------- |
| 인간 클래스                    | 클레릭, 파이터, 매직 유저, 시프 |
| 반인간 클래스                  | 드워프, 엘프, 하플링            |

던전 & 드래곤 기본 세트의 제2판은 종족과 클래스의 개념을 결합했다. 비인간 종족은 클래스가 없었다. 따라서 캐릭터는 (인간) 클레릭이거나 단순히 "엘프" 또는 "드워프"일 수 있다. 기본 세트에는 클레릭, 파이터, 매직유저, 시프의 4가지 인간 클래스와 드워프, 엘프, 하플링의 3가지 반인간 클래스가 있다. "동반 세트"는 고레벨 캐릭터를 위한 4가지 선택 클래스를 도입했다: 파이터를 위한 어벤저·팔라딘·나이트, 성직자를 위한 드루이드. "마스터 세트"에는 미스틱이라는 클래스가 하나 더 추가되었다. "색인" 시리즈에는 샤먼 (GAZ12)과 샤마니 (GAZ14)를 포함하여 인간과 비인간을 위한 많은 선택적 클래스가 포함되었다. 추가 인간 및 인종 클래스는 다른 보충 자료에서도 제공되었다.

### 진화한 던전 & 드래곤 제2판
| 분류     | 클래스               |
| -------- | -------------------- |
| 워리어   | 파이터               |
| 워리어   | 팔라딘               |
| 워리어   | 레인저               |
| 위저드   | 메이지               |
| 위저드   | 전문 위저드          |
| 프리스트 | 클레릭               |
| 프리스트 | 드루이드             |
| 프리스트 | 특정 신화의 프리스트 |
| 로그     | 시프                 |
| 로그     | 바드                 |

진화한 던전 & 드래곤 제2판은 1판에서 특정 경우에만 적용되는 법의 잡동사니가 된 것을 간소화하려고 시도했다. 따라서 규칙을 단순화하고 모순을 바로 잡기 위해 노력했다. 캐릭터 클래스는 워리어, 위저드, 프리스트, 로그의 네 분류 또는 "초클래스"로 나뉜다. 이 그룹들 각각은 파이터, 메이지, 클레릭, 시프의 "필수" 통계에서 최소한 9를 요구하는 "기본" 클래스를 가지고 있었다. 이것들은 어떤 설정에서도 플레이할 수 있도록 의도되었다. 플레이어 핸드북에는 "다른 모든 클래스는 선택 사항"이라고 되어 있다. 각 클래스 분류는 동일한 타격 주사위 (타격점 증가 결정), THAC0 진행 및 내성 굴림 표를 가졌다. 2판은 일부 클래스에 대한 자격을 얻기 위해 특정 통계에서 최소값을 유지했지만 한 캐릭터를 특정 클래스로 강제하는 매우 낮은 통계와 같은 다른 많은 제한을 제거했다.

#### 변화
마법을 사용하는 클래스는 제2판에서 바뀌었다. 2판에는 두 개의 통합된 주문 분류가 있었다. 하나는 위저드 주문용이고 다른 하나는 클레릭 주문용이다. 그런 다음 이 목록은 각각 마법 학파와 영향력 범위로 더 세분화되었다. 서로 다른 클래스는 서로 다른 학파 또는 영역에 접근할 수 있고, 각 클래스에 고유한 주문 목록이 있다.
예를 들어, 1판의 일루저니스트 클래스는 일종의 전문 위저드가 되었다. 전문가들은 "반대" 학파의 주문을 시전할 수 없는 대가로 자신이 선택한 마법 학파의 추가 주문을 시전할 수 있는 능력을 얻었다. 일루저니스트는 환상 학파에서 하루에 추가 주문을 얻을 수 있지만 거부, 사령과 소환 학파에 대한 접근은 불가하다.
클레릭에도 비슷한 구분이 있었다. 2판에서는 고유한 능력, 제한, 영향권 선택을 얻을 수 있는 특정 신화의 클레릭을 소개했다. 드루이드가 예시로 제공되었다. 다른 전문 클레릭들의 스펙은 던전 마스터와 설정서에 맡겨졌다. 예를 들어, 포가튼 렐름 캠페인 설정에서 전쟁의 신인 템푸스의 전문 클레릭 아군에게 광포한 분노를 불러일으킬 수 있으며 일반 클레릭의 "둔기 한정" 제한이 없다. 영향 영역의 선택은 마법의 허용 및 금지 학파와 유사하게 작동했다.
바드 클래스는 캐릭터 생성 시 고를 수 있는 일반 클래스로 바뀌었다. 어새신과 몽크 클래스는 2판 플레이어의 편람에서 제거되었다.:84 던전 마스터의 안내서는 새로운 캐릭터 클래스 생성에 관한 부분에서 결정의 근거를 명확히 했다:
바이킹이 삶과 전쟁에 대한 확실한 전망을 가진 전사가 아니면 무엇일까? 마녀는 그냥 여성 마법사일 뿐이다. 흡혈귀 사냥꾼은 그 혐오스러운 생물을 파괴하고 제거하는 데 전념하는 모든 클래스의 캐릭터가 취하는 칭호일 뿐이다. 암살자도 마찬가지다. 이익을 위한 살인에는 특별한 권한이 필요하지 않으며 특정 비난 받을만한 전망만 있으면 된다. 칭호를 고른다고 해서 특별한 능력이나 재능이 있는 것은 아니다. 캐릭터는 특정 개인 목표를 달성하기 위해 현재 기술을 쓴다.— "던전 마스터의 안내서" 제2판

2판에 대한 클래스별 추가 사항에는 키트라는 추가 클래스 수정이 도입되어, 플레이어가 추가 클래스를 도입하지 않고도 특정 테마의 캐릭터를 만들 수 있다. 어새신, 바바리안, 몽크가 그런 식으로 다시 구현되었다.
보충서는 새로운 클래스를 소개했다. 바바리안은 샤먼을 소개한 "완전 바바리안의 편람"에서 클래스로 돌아왔다. 버서커와 룬캐스터 클래스는 "바이킹의 캠페인 원서"에, 만테이스는 "켈트 캠페인 원서"에 나타났다. 사이어니스트 클래스는 "완전 사이어닉스 편람"에서 소개되었다. 캠페인 설정은 버스라이트의 마술사와 조합원, 다크 선의 검투사와 상인, 레이븐로프트의 은자와 비전술사와 같은 새로운 클래스도 도입했다.

### 던전 & 드래곤 제3판
3판에서는 클래스를 직접 분류화하는 관행을 폐지하여 명중 주사위, 공격 보너스와 내성 굴림이 각 특정 클래스마다 다시 달라지도록 허용했다. 3판에서는 또한 몽크의 기본 클래스로의 복귀, 새로운 소서러 클래스 생성, 바바리안을 기본 플레이어의 편람 클래스로 포함시키는 것을 볼 수 있다. 클래스와 경험치 보너스에 대한 통계 요건은 폐지되었지만, 클래스에 대한 중요한 통계에서 낮은 점수는 여전히 해당 클래스의 캐릭터에 부정적인 영향을 미친다.
3판에서는 하나의 통합된 레벨당 경험 점수 표가 만들어졌기 때문에 이전 판보다 훨씬 더 유동적인 다중클래스 발상을 허용한다. 경험 분할에 대한 이전 버전의 규칙 대신 캐릭터는 단순히 새로운 레벨을 원하는 클래스를 선택하고 클래스에서 적절한 보너스를 추가할 수 있다.
명예 클래스는 3판의 던전 마스터의 안내서에도 소개되었으며, 새로운 클래스는 몇 가지 전제 조건을 충족한 후에 더 높은 레벨에서만 쓸 수 있다.
PHB에 소개된 11개의 클래스 외에도 다양한 대체 기본 클래스가 추가로 제공되었으며 던전 마스터의 안내서는 NPC를 위해 설계된 5개의 약한 클래스 (숙련, 귀족, 평민, 전문가, 전사)를 제시했다.

#### 핵심 캐릭터 클래스
제3판 플레이어의 편람에 소개된 11개의 기본 클래스는 다음과 같다:
- 바바리안 (Bbn)
- 바드 (Brd)
- 클레릭 (Clr)
- 드루이드 (Drd)
- 파이터 (Ftr)
- 몽크 (Mnk)
- 팔라딘 (Pal)
- 레인저 (Rgr)
- 로그 (Rog)
- 소서러 (Sor)
- 위저드 (Wiz)

#### 대체 클래스
11개의 핵심 클래스에 대한 클래스 변형 외에도 많은 보충서는 첫 번째 레벨에서 가져오거나 다중 클래스로 분류할 수 있는 새로운 기본 클래스를 소개한다. 이 책들 중 일부는 해당 책에 설명된 기본 클래스의 레벨을 취해야만 접근할 수 있는 진입 요건이 있는 명예 클래스도 제공한다 (예: 소울캐스터 명예 클래스는 "인카넘의 마법"에서의 세 클래스에서만 제공되는 영혼섞기 클래스 능력이 필요).

#### 명예 클래스
명예 클래스는 캐릭터를 개별화하는 추가 수단으로 3판에서 도입되었다.:64 이들은 다중클래스의 형태로 확장되며 1레벨부터 접근할 수 없다. 특히 기본 클래스에서 다중클래스되는 것을 뜻한다. 특정 명예 클래스를 얻으려면 캐릭터가 특정 재주나 특정 조직의 회원 자격과 같은 여러 전제 조건을 먼저 충족해야 한다. 명예 클래스는 다른 방법으로는 달성하기 어려울 수 있는 다양한 능력에 중점을 둔다. 예를 들어, 어새신 명예 클래스의 3판 버전은 약간의 마법 능력, 더 많은 기습 공격 데미지, 더 나은 독 사용을 부여한다.
3판 "던전 마스터의 안내서"에는 아케인 아처, 블랙가드, 미스틱 서지, 섀도댄서와 같은 명예 클래스가 포함되어 있었고 3.5판에는 아케인 트릭스터, 아크메이지, 드래곤 디시플, 듀얼리스트와 같은 클래스가 포함되었다. 다른 많은 원서에는 "책과 피"의 블레이드싱어; "야생의 주인"의 블라이터, 지오맨서, 시프터, 신록의 군주; "포가튼 렐름 캠페인 설정"의 신성한 챔피언; "확장된 초능력 편람"의 세르브레멘서와 엘로케이터; "완전한 모험가"의 포클루칸 작사가; "운명의 경주"의 카멜레온과 같은 추가 명예 클래스가 도입되었다. 이 클래스 중 일부는 게임의 3.5 개정판에서 균형을 위해 재조정되었다.

### 던전 & 드래곤 제4판

#### 핵심 캐릭터 클래스
| 제4판의 클래스                | 제4판의 클래스  | 제4판의 클래스  | 제4판의 클래스  |
| 플레이어의 편람               | 플레이어의 편람 | 플레이어의 편람 | 플레이어의 편람 |
| 클래스                        | 역원            | 역할            |                 |
| ----------------------------- | --------------- | --------------- | --------------- |
| 클레릭                        | 신성            | 지휘자          |                 |
| 파이터                        | 무술            | 방어자          |                 |
| 팔라딘                        | 신성            | 방어자          |                 |
| 레인저                        | 무술            | 공격자          |                 |
| 로그                          | 무술            | 공격자          |                 |
| 워록                          | 신비            | 공격자          |                 |
| 워로드                        | 무술            | 지휘자          |                 |
| 위저드                        | 신비            | 통제자          |                 |
| 플레이어의 편람 2             |                 |                 |                 |
| 어벤저                        | 신성            | 공격자          |                 |
| 바바리안                      | 원시            | 공격자          |                 |
| 바드                          | 신비            | 지휘자          |                 |
| 드루이드                      | 원시            | 통제자          |                 |
| 인보커                        | 신성            | 통제자          |                 |
| 샤먼                          | 원시            | 지휘자          |                 |
| 소서러                        | 신비            | 공격자          |                 |
| 워든                          | 원시            | 방어자          |                 |
| 플레이어의 편람 3             |                 |                 |                 |
| 아덴트                        | 초능력          | 지휘자          |                 |
| 배틀마인드                    | 초능력          | 방어자          |                 |
| 몽크                          | 초능력          | 공격자          |                 |
| 사이언                        | 초능력          | 통제자          |                 |
| 룬프리스트                    | 신성            | 지휘자          |                 |
| 시커                          | 원시            | 통제자          |                 |
| 에베론 플레이어의 안내서      |                 |                 |                 |
| 아티피서                      | 신비            | 지휘자          |                 |
| 포가튼 렐름 플레이어의 안내서 |                 |                 |                 |
| 소드메이지                    | 신비            | 방어자          |                 |
| 드래곤 잡지                   |                 |                 |                 |
| 어새신                        | 그림자          | 공격자          |                 |
| 그림자의 영웅                 |                 |                 |                 |
| 뱀파이어                      | 그림자          | 공격자          |                 |

4판은 3판에서 마법사와 비마법사 사이에 인지된 불균형을 일부 줄이기 위해 부분적으로 의도된, 캐릭터에 대한 보다 통합된 역학 세트를 위해 클래스 시스템을 크게 개편했다. 클래스는 캐릭터 역할과 역원의 조합으로 정의할 수 있고, 활성 사용 클래스 기능 및 권한에 따라 구분되며, 모두 마음대로, 조우당 한 번, 하루에 한 번 및 다용도 힘의 동일한 패턴을 따른다.
4판 플레이어의 편람에는 바바리안, 바드, 드루이드, 몽크, 소서러와 같은 3판의 일부 클래스가 포함되어 있지 않지만 (이 클래스들은 플레이어의 편람 2권과 3권에서 돌아온다) 워록 (원래 v3.5 원서 "완전한 비전"에서 소개)과 위저드 (원래 3판 "미니어처 편람"에서 마샬로 소개)는 이전 판의 플레이어의 편람에 등장하지 않았다. 총 26개의 클래스가 출시되었다.

##### 역원
서로 다른 클래스는 자신의 능력을 위해 서로 다른 역원을 쓴다. 플레이어의 핸드북 클래스에서 쓰는 역원은 신비, 신성과 무술이다. 신비 클래스는 우주로부터 마력을 얻고, 신성 클래스는 신으로부터 힘을, 무술 클래스는 훈련과 의지력에서 힘을 얻는다. 플레이어의 편람 2에서는 자연계의 정령들로부터 힘을 끌어내고 변형을 테마로 하는 원시의 역원을 소개한다. 379호 "드래곤"에는 어새신 클래스가 포함되어 그림자 역원을 도입했다. 플레이어의 편람 3에서는 정신에서 힘을 끌어내는 초능력 역원을 소개했다. "플레이어의 선택: 원소 혼돈의 영웅들"은 원소 역원을 사용하는 건설법을 도입했다.

##### 캐릭터 역할
특정 클래스의 캐릭터는 파티, 특히 전투에서 특정 역할을 수행한다고 한다. 지휘자는 아군을 강화하고 치유하는 데 중점을 둔다. 통제자는 한 번에 여러 대상에게 피해를 주거나 약화시키거나 전장의 지형을 변경하는 데 중점을 둔다. 방어자는 공격하는 적을 차단하거나 자신에게 공격을 유도하는 데 중점을 두며 일반적으로 근접 전투에 중점을 둔다. 공격자는 이동성에 중점을 두고 단일 대상에 큰 피해를 입히고 공격을 피한다. 일부 지휘자 및 공격자 클래스와 빌드는 근접 또는 원거리 전투에 중점을 두지만 역할 전체는 그렇지 않다.

#### 귀감의 길과 방대한 운명
이전 판본의 선택적 명예 클래스는 대신 캐릭터 맞춤화 방법으로 귀감의 길과 방대한 운명으로 대체되었다. 각 캐릭터는 레벨 11에서 귀감 등급에 도달하면 귀감의 길을 고르고 레벨 21에서 방대 티어에 도달하면 방대한 운명을 고를 수 있다.
귀감의 길은 종종 클래스에 따라 다르며 일부에는 추가 전제 조건이 있다. 다른 귀감의 길은 특정 인종의 구성원으로 제한되거나 캠페인 설정에서 국가 또는 파벌과 연결된다. 귀감의 길은 일반적으로 캐릭터의 기존 능력을 확장한다. 예를 들어, 파이터 귀감의 길은 근접 무기로 캐릭터의 인성, 탄력성 또는 피해를 향상 시킨다.
방대한 운명은 일반적으로 귀감의 길보다 느슨한 전제 조건을 가지고 있다. 많은 클래스가 여러 클래스에서 사용할 수 있으며 반신반인 및 영원한 탐구자와 같은 일부는 21레벨이 유일한 전제 조건이다. 각 방대한 운명에는 캐릭터가 유산을 확립할 수 있는 적어도 한 가지 방법과 캐릭터가 은퇴할 수 있는 적어도 한 가지 방법이 포함된다. 대부분의 방대한 운명은 귀감의 길보다 적은 이점을 제공하지만 훨씬 더 강하다. 방대한 운명의 공통된 특징은 캐릭터가 (보통 하루에 한 번) 다시 살아나거나 죽은 후에도 계속 기능할 수 있도록 하는 것이다.
명예 클래스와 달리 캐릭터는 하나의 귀감의 길과 하나의 방대한 운명만 고를 수 있으며 길과 운명 성장은 클래스 성장을 대신하는 것이 아니라 추가된다.

### 던전 & 드래곤 제5판
5판의 클래스는 기계적으로나 주제적으로 3판의 버전과 유사하다. 클래스는 각 레벨에 도달할 때마다 새로운 능력을 얻어 더 강한 몬스터와 더 어려운 위험한 상황에 맞서 싸울 수 있지만, 4판과 달리 낮은 레벨의 상대는 전력 레벨이 나란히 조정되지 않기 때문에 여전히 위협적이다.

#### 클래스
제5판 "플레이어의 편람" (2014)에는 12개의 클래스가 포함되어 있다. 5판의 첫 신규 캐릭터 클래스인 아티피서는 "에베론: 마지막 전쟁에서의 부활" (2019)과 "타샤의 만물 가마솥" (2020)에서 출시되었다.

##### 하위클래스
"플레이어의 편람" (2014)의 각 클래스에는 여러 하위클래스가 있고, 3 레벨 또는 그 이전에 고르며, 이를 통해 플레이어는 자신이 따르고 싶은 클래스의 원형 (예: 광전사 바바리안, 이보커 위저드, 야생 마법 소서러, 야수주인 레인저 등)을 고를 수 있다. 이 원형은 클래스가 받는 많은 능력을 정의한다. "던전 마스터의 안내서" (2014)에는 던전 마스터의 허가에 의해서만 게임에서 허용되는 사악한 캐릭터에 대한 두 가지 비표준 하위 클래스 옵션인 죽음 클레릭과 맹세파괴자 팔라딘이 포함되어 있다.
예를 들어 "소드 코스트 모험가의 안내서" (2015), "자나따의 만물 안내서" (2017)와 "타샤의 만물 가마솥" (2020) 등의 부록과 같은 다양한 원서와 캠페인 안내서의 출판과 함께 추가 하위 클래스가 게임에 추가되었다.
| 기본 클래스 | 하위클래스                                     | 하위클래스                  | 하위클래스                              | 하위클래스               | 하위클래스                     | 하위클래스                   | 하위클래스               | 하위클래스                            |                                 |
| 기본 클래스 | 플레이어의 편람                                | 소드 코스트 모험가의 안내서 | 자나따의 만물 안내서                    | 길드장의 라브니카 안내서 | 에베론: 마지막 전쟁에서의 부활 | 탐험가의 와일드마운트 안내서 | 테로스의 신화적 오디세이 | 타샤의 만물 가마솥                    | 반 리히텐의 레이븐로프트 안내서 |
| ----------- | ---------------------------------------------- | --------------------------- | --------------------------------------- | ------------------------ | ------------------------------ | ---------------------------- | ------------------------ | ------------------------------------- | ------------------------------- |
| 바바리안    | 광전사, 토템 전사                              | 배틀레이저                  | 조상의 수호자, 폭풍 전령, 광신자        | 없음                     | 없음                           | 없음                         | 없음                     | 야수, 야생 마법                       | 없음                            |
| 바드        | 민속, 용기                                     | 없음                        | 매력, 검, 속삭임                        | 없음                     | 없음                           | 없음                         | 웅변                     | 창조, 웅변                            | 영혼                            |
| 클레릭      | 지식, 생명, 빛, 자연, 폭풍우, 속임수, 전쟁     | 신비                        | 대장간, 무덤                            | 질서                     | 없음                           | 없음                         | 없음                     | 질서, 평화, 황혼                      | 없음                            |
| 드루이드    | 땅, 달                                         | 없음                        | 꿈, 양치기                              | 포자                     | 없음                           | 없음                         | 없음                     | 포자, 별, 산불                        | 없음                            |
| 파이터      | 투사, 배틀 마스터, 섬뜩한 기사                 | 자룡기사                    | 신비 궁수, 기사, 사무라이               | 없음                     | 없음                           | 메아리 기사                  | 없음                     | 초능력 전사, 룬 기사                  | 없음                            |
| 몽크        | 열린 손, 그림자, 네 원소                       | 긴 죽음, 태양 영혼          | 취한 대사, 검성, 태양 영혼              | 없음                     | 없음                           | 없음                         | 없음                     | 별의 자아, 자비                       | 없음                            |
| 팔라딘      | 고대, 헌신, 복수                               | 왕관                        | 정복, 구속                              | 없음                     | 없음                           | 없음                         | 영광                     | 영광, 감시자                          | 없음                            |
| 레인저      | 야수 주인, 사냥꾼                              | 없음                        | 어둠 추적자, 지평선 횡단자, 괴물 살해자 | 없음                     | 없음                           | 없음                         | 없음                     | 특이한 방랑자, 무리지기               | 없음                            |
| 로그        | 암살자, 신비한 사기꾼, 도둑                    | 주동자, 깡패                | 탐구자, 주동자, 척후자, 깡패            | 없음                     | 없음                           | 없음                         | 없음                     | 환상, 영혼검                          | 없음                            |
| 소서러      | 드래곤 핏줄, 야생 마법                         | 폭풍 마법                   | 신성한 영혼, 그림자 마법, 폭풍 마법     | 없음                     | 없음                           | 없음                         | 없음                     | 비정상적 마음, 시계태엽 영혼          | 없음                            |
| 워록        | 대요정, 악마, 위대한 옛 존재                   | 불사자                      | 천족, 저주검                            | 없음                     | 없음                           | 없음                         | 없음                     | 심연, 지니                            | 언데드                          |
| 위저드      | 거부, 주문, 점술, 환혹, 소환, 환상, 사령, 변환 | 검가                        | 전쟁 마법                               | 없음                     | 없음                           | 연대기, 중력학               | 없음                     | 검가, 서기관 교단                     | 없음                            |
| 아티피서    | 없음                                           | 없음                        | 없음                                    | 없음                     | 연금술사, 포병, 전투 대장장이  | 없음                         | 없음                     | 연금술사, 병기공, 포병, 전투 대장장이 | 없음                            |

## 대중 문화에서

### 텔레비전
- 미국 SF 공포 TV 시리즈 "기묘한 이야기"에서 주인공이 플레이하는 던전 앤 드래곤 게임은 쇼의 첫 번째 장면 중 하나이며, 게임은 쇼 내내 다시 나타난다.[34] 2019년 위저드 오브 더 코스트는 "기묘한 이야기" 시즌 2에 설명된 대로 "5명의 미리 생성된 캐릭터, 파티원 5명당 하나씩 포함된 5판 기묘한 이야기 테마 스타터 세트를 출시했다. 팬들은 마이크의 성기사, 윌의 성직자, 루카스의 레인저, 더스틴의 음유시인, 그리고 일레븐의 마법사가 될 수 있다".[35]